# Better Dayz
Better Dayz è il quarto album postumo del rapper statunitense Tupac Shakur, pubblicato dalla madre Afeni Shakur nel novembre 2002. L'album contiene 26 pezzi inediti registrati tra il 1995 ed il 1996.
| Recensione                    | Giudizio |
| ----------------------------- | -------- |
| AllMusic                      | [ 1 ]    |
| RapReviews                    | [ 2 ]    |
| Rolling Stone                 | [ 3 ]    |
| The Rolling Stone Album Guide | [ 4 ]    |
| HipHopDX                      | [ 5 ]    |
| Entertainment Weekly          | C        |

## Vendite
Solo nella prima settimana il disco vendette 336 000 copie, alla fine si contarono circa tre milioni di copie vendute, per questo ha ricevuto il triplo disco di platino.

## Tracce
Disco 1
1. Intro – 0:56 – 7 Aurelius
2. Still Ballin' (featuring Trick Daddy) – 2:50 – Johnny "J", Nitty (Remix)
3. When We Ride on Our Enemies – 2:54 – Johnny "J", BRISS (Remix)
4. Changed Man (featuring T.I. & Johntá Austin) – 3:52 – Johnny "J", Jazze Pha (Remix)
5. Fuck 'Em All (featuring Outlawz) – 4:26 – Johnny "J"
6. Never B Peace (featuring E.D.I. & Kastro) – 4:59 – Johnny "J", Nitty (Remix)
7. Mama's Just a Little Girl (featuring Kimmy Hill) – 4:58 – Johnny "J", KP (Remix)
8. Street Fame – 4:30 – Daz Dillinger, BRISS (Remix)
9. Whatcha Gonna Do? (featuring Outlawz) – 3:39 – Johnny "J", E.D.I. (Remix)
10. Fair Xchange (featuring Jazze Pha) – 3:52 – Johnny "J", Jazze Pha (Remix)
11. Late Night (featuring DJ Quik & Outlawz) – 4:18 – DJ Quik
12. Ghetto Star (featuring Nutt-So) – 4:15 – Go-Twice
13. Thugz Mansion (Acoustic Version) (featuring Nas & J. Phoenix) – 4:13 – Johnny "J", Pitboss (Remix), Emcee N.I.C.E. (Remix), Claudio Cueni (Remix)

Disco 2
1. My Block (Remix) (featuring Jessica "Betty Jo" Santos) – 5:22 – Easy Mo Bee, Nitty (Remix)
2. Thugz Mansion (featuring Anthony Hamilton) – 4:07 – Johnny "J", 7 Aurelius (Remix)
3. Never Call U Bitch Again (featuring Tyrese) – 4:38 – Johnny J
4. Better Dayz (featuring Ron Isley) – 4:17 – Johnny J
5. U Can Call (featuring Jazze Pha) – 3:49 – Johnny "J", Jazze Pha (Remix)
6. Military Minds (featuring Cocoa Brovaz & Buckshot) – 5:29 – Big D, Nadia Cassini, E.D.I. Mean (Remix)
7. Fame (featuring Outlawz) – 4:50 – Nadia Cassini
8. Fair Xchange (Remix) (featuring Mýa) – 3:56 – Johnny "J", Troy Johnson (Remix)
9. Catchin' Feelins (featuring Outlawz) – 4:54 – E.D.I. Mean
10. There U Go (featuring Big Syke, Outlawz & Jazze Pha) – 5:30 – Johnny J
11. This Life I Lead (featuring Outlawz) – 5:21 – Johnny J
12. Who Do U Believe In (featuring Yaki Kadafi) – 5:30 – Johnny J, Natasha Walker
13. They Don't Give a Fuck About Us (featuring Outlawz) – 5:08 – Johnny J
14. Outro – 0:13

## Singoli
- Thugz Mansion (Acoustic), W/ Nas. 2003
- Still Ballin' W/ Trick Daddy. 2003